# Remigia exscindens
Remigia exscindens là một loài bướm đêm trong họ Erebidae.